# فادينسك (بينزا)
فادينسك (بالروسية: Вадинск) هي مدينة في مقاطعة بانزا أوبلاست في روسيا.
يبلغ عدد سكانها حوالي 4562 نسمة.

## أعلام
- فيودور بوسلايف